# 鹅真荡
31°30′56″N 120°33′54″E / 31.51562°N 120.56510°E
鹅真荡是一个位于中国江苏省无锡市的湖泊，面积约为5.2平方千米，平均水深约为2.3米，蓄水量约为1200万立方米。2005年2月，列入江苏省湖泊保护名录。